# Inoue Enryō
Inoue Enryō (井上 円了, 18 de março de 1858 – 6 de junho de 1919)  foi um filósofo japonês, reformador budista, educador e monarquista. Uma figura-chave na recepção da filosofia ocidental, no surgimento do budismo moderno e na permeação da ideologia imperial durante a segunda metade da Era Meiji. Ele é o fundador da Universidade Toyo e o criador do Parque Tetsugaku-dō 哲学堂公園 (Jardim Templo da Filosofia) em Tóquio. Seus estudos de mistério opostos à superstição o tornaram conhecido como Doc Fantasma ou Doutor Espectro お化け博士.

## Biografia

### Primeiros anos 1858-1881
Nascido em uma vila perto de Nagaoka, na atual província de Niigata, ele foi ordenado sacerdote no ramo Ōtani 大谷 派 do Budismo Shin 真宗 aos 13 anos. Como filho mais velho, ele foi criado para herdar o ministério do templo paroquial de seu pai. Sua educação inicial incluiu clássicos chineses e assuntos ocidentais, como geografia e inglês. Em 1878, sua ordem budista o enviou a Tóquio para estudar na primeira universidade moderna do Japão. Antes de ingressar na Universidade de Tóquio em 1881, Inoue recebeu educação secundária adicional em inglês, história e matemática na Escola Preparatória da universidade.

### Estabelecimento 1881-1888
A matrícula para filosofia como formação superior única na Universidade de Tóquio tornou-se possível em 1881. Inoue foi o primeiro e único aluno em 1881 a fazê-lo. Como estudante, Inoue iniciou a primeira Sociedade de Filosofia do Japão (1884). Na ocasião de sua graduação em 1885, ele criou uma cerimônia de Filosofia 哲学祭 que comemorou Buda, Confúcio, Sócrates e Kant como os quatro sábios da filosofia mundo. Em 1887, ele montou uma Casa Editorial de Filosofia 哲学書院, editou o primeiro número da Revista da Sociedade de Filosofia『哲学会雑誌』e fundou a Academia de Filosofia 哲学館, a antecessora da Universidade Toyo de hoje 東洋大学. Seus primeiros trabalhos Epítome da Filosofia『哲学 要領』 (1886/86) e Esboço da Ética『倫理 通 論』(1887) são as primeiras introduções japonesas à filosofia no Oriente e Ocidente.
Além de estabelecer e popularizar a filosofia, Inoue se dedicou como estudioso leigo à crítica do cristianismo e à reforma do budismo. O último projeto ele anunciou nos Prolegômenos a um Discurso Vivo sobre o Budismo『仏教活論序論』(1887), que é a introdução de um trabalho tripartido que visa dar ao Budismo um novo fundamento doutrinal para o mundo moderno. Nos Prolegômenos, Inoue proclamou pela primeira vez seu slogan ao longo da vida "Proteção do país e amor à verdade" 護国愛理. Inoue tentou demonstrar a consistência do budismo com a verdade filosófica e científica e seus benefícios para o estado-nação japonês moderno.
Influenciado pelos estudos do espiritualismo na Europa, ele iniciou um trabalho de pesquisa em campo, visitando pelo menos 215 locais no Japão para a investigação de fenômenos, e fundou em 1886 a Sociedade para Pesquisa do Misterioso (Fushigi Kekyūkai), modelada na Sociedade Britânica de Pesquisa Psíquica, atraindo diversos intelectuais, dentre eles Miyake Setsurei, Tsubouchi Shoyo e o físico Tanakadate Aikitsu. A sociedade evoluiu posteriormente para Yokai Kenkyukai (Sociedade de Investigação de Monstros). O grupo estudou relatos sobrenaturais folclóricos do país, incluindo yureis, tengus, raposas fantasmas, e descobriram exemplos de manifestações espirituais chamadas kokkuri-san, em que pessoas emitiam filamentos e matéria viscosa de forma análoga ao ectoplasma dos círculos espiritualistas ocidentais.

### Liderança 1889-1902
Em 1888, Inoue partiu em sua primeira de três turnês mundiais. O espírito nacionalista que ele observou nos países imperiais ocidentais e a promulgação do Rescrito Imperial sobre a Educação (1890) após seu retorno deram um significado concreto à máxima de Inoue sobre a Proteção do País. A disseminação do Rescrito da Educação como fundamento moral do crescente Império Japonês se tornou um dos seus principais objetivos pelo resto de sua vida.
Em suas palestras na Academia de Filosofia, Inoue foi pioneiro em vários campos acadêmicos. Os registros de aula de Inoue, que foram publicados como livros didáticos para o programa de ensino à distância programa da Academia, abrangem temas como Psicologia, Pedagogia, Ciências da Religião, Filosofia budista e a ciência original que Inoue chamou de Estudos de Mistério 妖怪学. Em um projeto de larga escala, ele gravou, categorizou e explicou racionalmente todo tipo de crença e superstição popular que ouviu no Japão. Este programa ambicioso tornou-o famoso entre os seus contemporâneos como Doutor Espectro お化け博士.
Inoue administrou a Academia de Filosofia como uma instituição que promoveu o renascimento da academia oriental. A maioria dos pioneiros dos estudos budistas modernos estava dando palestras na Academia. Inoue interpretou seu papel de lobista do budismo na capital e trabalhou para consolidar a posição da educação privada com o Ministério da Educação. Em 1896, Inoue foi o primeiro a receber o título de Doutor em Letras, submetendo uma tese à Faculdade de Letras da Universidade Imperial de Tóquio.

### Crise 1903-1906
Enquanto Inoue estava em sua segunda turnê mundial, o chamado Incidente da Academia de Filosofia 哲学館事件 (1903/04) seguiu seu curso. Os inspetores do Ministério da Educação perceberam que um aluno recebeu uma nota completa no exame de ética por responder que o regicídio em certas circunstâncias poderia ser legítimo. O ministério ameaçou encerrar a Academia, exigiu que o professor responsável se demitisse e retirou o direito da Academia de conceder certificados para o ensino em escolas públicas.
Nos anos que se seguiram ao incidente da Academia de Filosofia, vários fatores atuaram juntos, o que levou à demissão de Inoue da Academia em 1905/06: (1) diferenças internas sobre a administração da Academia, (2) afastamento de outros líderes budistas, (3) problemas de saúde.
No mesmo período, Inoue iniciou dois novos projetos que se tornaram seminais para suas atividades tardias: a fundação da Igreja da Moralidade 修身 (1903) e a construção do Santuário de Filosofia 哲学堂 (1904).

### Independência 1906-1919
A partir de 1890, as turnês de palestras foram importantes para Inoue arrecadar fundos para a Academia de Filosofia. Depois de 1906, a angariação de fundos serviu para criar o Jardim Templo da Filosofia ao redor do Santuário de Filosofia no atual distrito de Nakano, em Tóquio. Inoue iniciou suas turnês de palestras durante seu período tardio em nome da iniciativa da Igreja da Moralidade, que visava estabelecer escolas dominicais em santuários e templos em todo o país. Em 1912, ele renomeou a organização para Sociedade para a Disseminação da Moralidade Cívica 国民道徳普及会. O local de suas palestras mudou-se dos templos para as escolas primárias. O principal objetivo, no entanto, permaneceu o mesmo, a saber, ensinar moral nacional e divulgar o rescrito imperial sobre educação. A ambição de Inoue era dar palestras literalmente em qualquer lugar do Japão. Durante seus últimos anos de vida, ele estendeu seu raio para as novas colônias japonesas na Coreia, Manchúria, Hokkaido, Sacalina, Okinawa, Taiwan e China.
Inoue morreu em 6 de junho de 1919 depois de dar uma palestra em Dalian, China.

## Trabalho
Abaixo está uma lista das monografias de Inoue. Não estão incluídos diários de viagem, registros de palestras, textos em chinês, livros didáticos da escola primária e coleções de ensaios. Os trabalhos listados são acessíveis através do Banco de Dados de Pesquisa Inoue Enryo.
- 1886/87 Epítome da Filosofia『哲学要領』 (2 vols.)
- 1886/87 Uma Noite de Conversação Filosófica『哲学一夕話』(3 vols.)
- 1886/87 A Bússola de Ouro da Verdade『真理金針』 (3 vols.)
- 1887 Contos Sombrios dos Mistérios『妖怪玄談』
- 1887 Prolegômenos para um Discurso Vivo sobre o Budismo『仏教活論序論』
- 1887 Discurso Vivo sobre o Budismo: Refutando o Falso 『仏教活論本論：破邪活論』
- 1887 Fundamentos de Psicologia 『心理摘要』
- 1887 Esboço da Ética 『倫理通論』 (2 vols.)
- 1888 Uma Nova Teoria da Religião 『宗教新論』
- 1889 Tratado sobre a Religião e Estado no Japão 『日本政教論』
- 1890 Discurso Vivo sobre o Budismo: Revelando o Certo 『仏教活論本論：顕正活論』
- 1890 Registro de um Tour Imaginário de Outros Planetas 『星界想遊記』
- 1891 Fundamentos da Ética『倫理 摘要』
- 1891 Uma Manhã de Conversa Filosófica 『哲学 一朝 話』
- 1892 Prolegômenos a uma Filosofia da Verdadeira Escola 『真宗哲学序論』
- 1893 Discurso Vivo sobre Lealdade e Piedade Filial『忠孝活論』
- 1893 Discutindo a Relação entre Educação e Religião 『教育宗教関係論』
- 1893 Proposta em Ética Japonesa『日本倫理学案』
- 1893 Prolegômenos a uma Filosofia da Escola Zen『禅宗哲学序論』
- 1893/94 Palestras sobre Estudos de Mistério『妖怪学 講義』
- 1894 Fragmento de uma Filosofia de Guerra『戦 争哲学 一斑』
- 1895 Prolegômenos a uma Filosofia da Escola Nichiren 『日宗哲学序論
- 1897 A Filosofia Heterodoxa 『外道外道哲学』
- 1898 Esboço da Filosofia Indiana『印度哲学綱要』
- 1898 A Visão Pedagógica do Mundo e a Visão da Vida, ou Sobre a Paz Mental do Educador『教育的世界観及人生観：一名教育家安心論』
- 1898 Refutando o Materialismo『破唯物論』
- 1898/1900 Cem Histórias Misteriosas『妖怪百談』 (2 vols.)
- 1899 Teoria da Imortalidade da Alma『霊魂不滅論』
- 1899 Um Guia Rápido para a Filosofia『哲学 早わかり』
- 1901 Augúrios Filosóficos『哲学うらない』
- 1902 O Significado Oculto do Rescrito『勅語玄義』
- 1902 Proposta para a Reforma da Religião『宗教改革 案』
- 1903 Teoria dos Duendes『天狗論』
- 1904 A Dissolução da Superstição『迷信解』
- 1904 Psicoterapia『心理療法』
- 1904 Sonho de Novos Dispositivos de Reforma『改良 新 案 の 夢』
- 1909 Nova Proposta em Filosofia『哲学新案』
- 1912 Budismo Japonês『日本仏教』
- 1912 Budismo Vivo『活仏教』
- 1913 Um Olhar sobre o Mundo da Filosofia『哲界一瞥』
- 1914 A Verdadeira Natureza dos Espectros『お 化 け の 正 体』
- 1914 A Vida é um Campo de Batalha『人生是れ戦場』
- 1916 Superstição e Religião 『迷信と宗教』
- 1917 Filosofia da Luta 『奮闘哲学』
- 1919 O Verdadeiro Mistério 『真怪』

## Influência e Avaliação
Durante sua vida, Inoue foi um autor amplamente lido, dos quais mais de dez livros foram traduzidos para o chinês. Suas obras foram influentes na divulgação da terminologia das humanidades modernas do leste asiático. Devido a sua escrita prolífica, o programa de ensino à distância da Academia de Filosofia e suas turnês de palestras, Inoue provavelmente teve uma audiência maior do que qualquer outro intelectual público antes da Primeira Guerra Mundial. Ele deve ter contribuído consideravelmente para o declínio da superstição e a disseminação da ideologia imperial durante o final do período Meiji.
Seu destaque durante sua vida contrasta fortemente com a mínima atenção dada ao seu trabalho após sua morte. Sua metafísica especulativa acrítica e sua ética, baseadas apenas em virtudes imperiosamente decretadas, tornam improvável qualquer recepção filosófica afirmativa futura. Os estudos budistas japoneses passaram por cima de Inoue, porque sua pesquisa acadêmica do budismo ainda não era baseada na filologia sânscrita. Qualquer discussão filosófica sobre os fundamentos doutrinários do budismo, no entanto, terá que reconhecer o trabalho pioneiro de Inoue.
Na academia contemporânea, é concebível um interesse crescente em suas volumosas obras de Estudos do Mistério.
A Universidade de Toyo, a Sociedade de Filosofia da Universidade de Tóquio e o Jardim Templo da Filosofia são a herança institucional duradoura de Inoue.